# Micrófono de direccionalidad variable
El micrófono de direccionalidad variable, en realidad, está formado por un doble diafragma y cada uno de ellos sería el diafragma de micrófono de condensador (electrostático) cardioides. Dos diafragmas idénticos colocados espalda con espalda a ambos lados de una lámina rígida central. No obstante, no se trata de dos micrófonos en uno como ocurre con el micrófono estéreo. No hay que confundir micro de direccionalidad variable con micro estéreo.
Los micros de direccionalidad variable cuentan con un potenciómetro que permite seleccionar su directividad:
- Omnidireccionales: La tensión de polarización es la misma, se produce una combinación de fase y la respuesta es omnidireccional.
- Bidireccionales: La tensión de polarización es opuesto, se produce un contrafase y la respuesta tiene un diagrama polar en forma de 8.
- Cardioides, supercardioides o hipercardioides: La tensión de polarización es intermedia, se produce una combinación de fase. Dependiendo de las interferencias (constructivas o destructivas), la respuesta direccional se va direccionalizando más o menos.

Algunos fabricantes en lugar de construir el micrófono de direccionalidad variable en sentido estricto, tal y como se ha descrito, lo que hacen es comercializar carcasas desenroscables, de forma que si interesa un tipo de direccionalidad se monta la más apropiada.